# 羅克布拉夫斯 (緬因州)
羅克布拉夫斯（英語：Roque Bluffs）是一個位於美國緬因州華盛頓縣的鎮。

## 人口
根據2020年美國人口普查的數據，羅克布拉夫斯的面積為50.58平方千米，當中陸地面積為26.91平方千米，而水域面積為23.67平方千米。當地共有人口296人，而人口密度為每平方千米6人。